# ナコーンラーチャシーマー県

ナコーンラーチャシーマー県
จังหวัดนครราชสีมา

- この項目は英語版を元に作成されています。

ナコーンラーチャシーマー県（ナコーンラーチャシーマーけん、タイ語:จังหวัดนครราชสีมา）はタイ・東北部の県（チャンワット）の一つ。コーラート（タイ語: โคราช、Korat もしくは Khorat）とも呼ばれる。チャイヤプーム県、コーンケン県、ブリーラム県、サケーオ県、プラーチーンブリー県、ナコーンナーヨック県、サラブリー県、ロッブリー県と接する。

## 地理

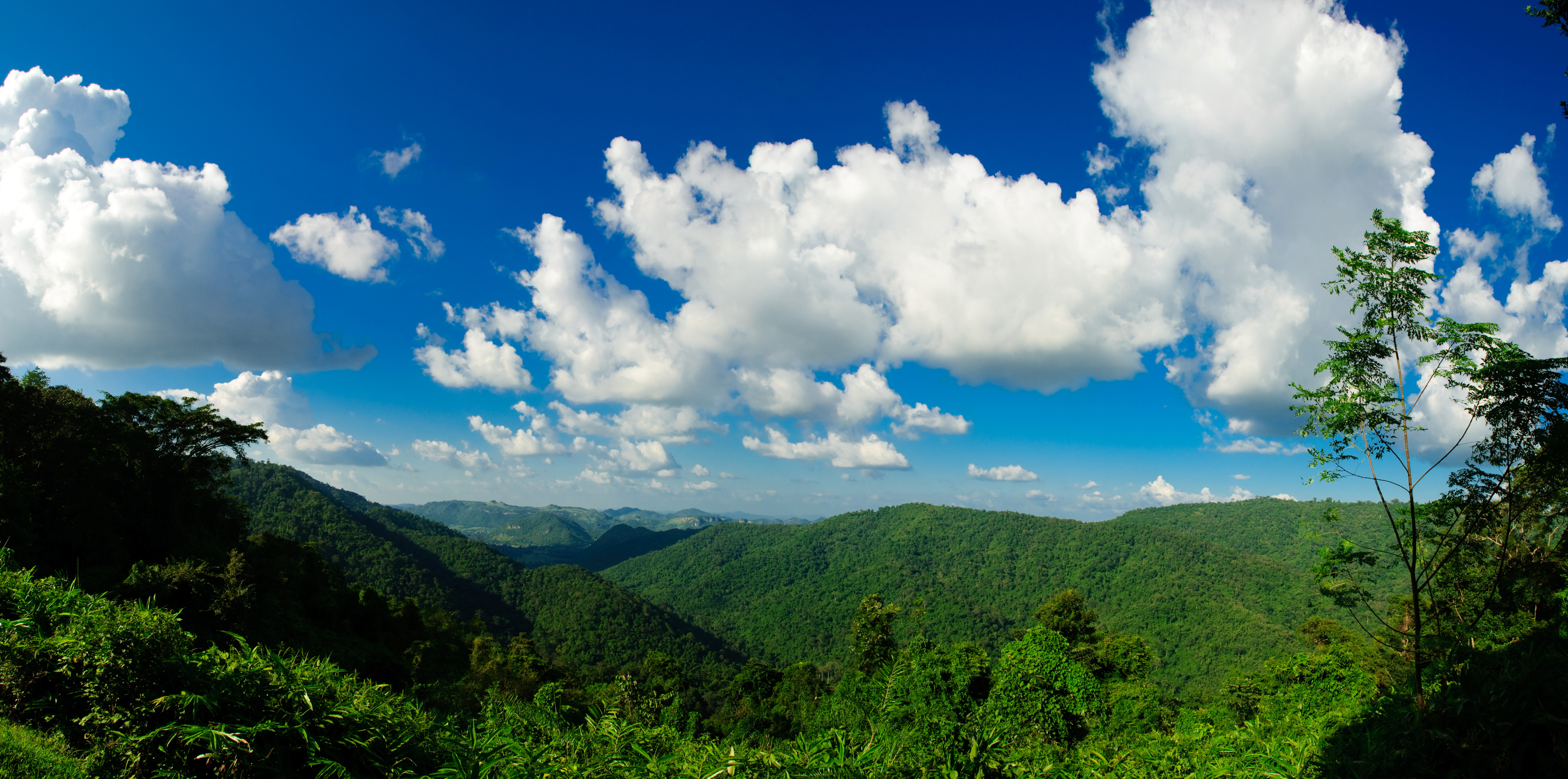
カオヤイ国立公園

ナコーンラーチャシーマー県はコーラート台地の西端にあり、チャオプラヤー川流域とはペッチャブーン山脈とドンパヤーイェン山脈によって隔てられている。県には2つの国立公園があり、西にカオヤイ国立公園、南にタップラーン国立公園がある。両国立公園ともにドンパヤーイェン山脈の南の延長部であるサンカムペーン山脈の森林山岳地帯に位置している。県内のラムタコーン川流域は2023年にユネスコ世界ジオパークに指定される。
ナコーンラーチャシーマー県はバンコクからは256kmの距離にあり、タイ東北部の入口としての役割を担っている。タイでもっとも面積が広い県であり、その総面積は20,493.964km2である。また豊かなクメール文化と長い歴史を色濃く残している地域でもある。

## 気候
| ナコーンラーチャシーマー県 (1961-1990)の気候 | ナコーンラーチャシーマー県 (1961-1990)の気候 | ナコーンラーチャシーマー県 (1961-1990)の気候 | ナコーンラーチャシーマー県 (1961-1990)の気候 | ナコーンラーチャシーマー県 (1961-1990)の気候 | ナコーンラーチャシーマー県 (1961-1990)の気候 | ナコーンラーチャシーマー県 (1961-1990)の気候 | ナコーンラーチャシーマー県 (1961-1990)の気候 | ナコーンラーチャシーマー県 (1961-1990)の気候 | ナコーンラーチャシーマー県 (1961-1990)の気候 | ナコーンラーチャシーマー県 (1961-1990)の気候 | ナコーンラーチャシーマー県 (1961-1990)の気候 | ナコーンラーチャシーマー県 (1961-1990)の気候 | ナコーンラーチャシーマー県 (1961-1990)の気候 |
| 月                                           | 1月                                          | 2月                                          | 3月                                          | 4月                                          | 5月                                          | 6月                                          | 7月                                          | 8月                                          | 9月                                          | 10月                                         | 11月                                         | 12月                                         | 年                                           |
| -------------------------------------------- | -------------------------------------------- | -------------------------------------------- | -------------------------------------------- | -------------------------------------------- | -------------------------------------------- | -------------------------------------------- | -------------------------------------------- | -------------------------------------------- | -------------------------------------------- | -------------------------------------------- | -------------------------------------------- | -------------------------------------------- | -------------------------------------------- |
| 平均最高気温 °C （°F）                       | 30.6 (87.1)                                  | 33.5 (92.3)                                  | 35.8 (96.4)                                  | 36.5 (97.7)                                  | 34.9 (94.8)                                  | 34.1 (93.4)                                  | 33.6 (92.5)                                  | 33.1 (91.6)                                  | 32.1 (89.8)                                  | 30.9 (87.6)                                  | 29.7 (85.5)                                  | 29.3 (84.7)                                  | 32.84 (91.12)                                |
| 平均最低気温 °C （°F）                       | 16.8 (62.2)                                  | 20.0 (68)                                    | 22.2 (72)                                    | 24.0 (75.2)                                  | 24.5 (76.1)                                  | 24.3 (75.7)                                  | 23.9 (75)                                    | 23.7 (74.7)                                  | 23.6 (74.5)                                  | 22.6 (72.7)                                  | 20.2 (68.4)                                  | 17.1 (62.8)                                  | 21.91 (71.44)                                |
| 降水量 mm （inch）                           | 5.9 (0.232)                                  | 17.8 (0.701)                                 | 37.1 (1.461)                                 | 63.5 (2.5)                                   | 140.5 (5.531)                                | 108.3 (4.264)                                | 113.7 (4.476)                                | 146.2 (5.756)                                | 221.6 (8.724)                                | 143.4 (5.646)                                | 27.3 (1.075)                                 | 2.8 (0.11)                                   | 1,028.1 (40.476)                             |
| 平均降水日数 （≥0.1 mm）                     | 0.9                                          | 2.2                                          | 5.1                                          | 7.7                                          | 13.8                                         | 13.3                                         | 13.5                                         | 16.4                                         | 18.1                                         | 12.2                                         | 4.0                                          | 0.7                                          | 107.9                                        |
| 平均月間日照時間                             | 284.2                                        | 245.1                                        | 253.8                                        | 248.1                                        | 237.5                                        | 208.6                                        | 194.6                                        | 187.3                                        | 169.0                                        | 233.4                                        | 257.3                                        | 282.0                                        | 2,800.9                                      |
| 出典1：WMO                                   |                                              |                                              |                                              |                                              |                                              |                                              |                                              |                                              |                                              |                                              |                                              |                                              |                                              |
| 出典2：CMA                                   |                                              |                                              |                                              |                                              |                                              |                                              |                                              |                                              |                                              |                                              |                                              |                                              |                                              |

## 歴史

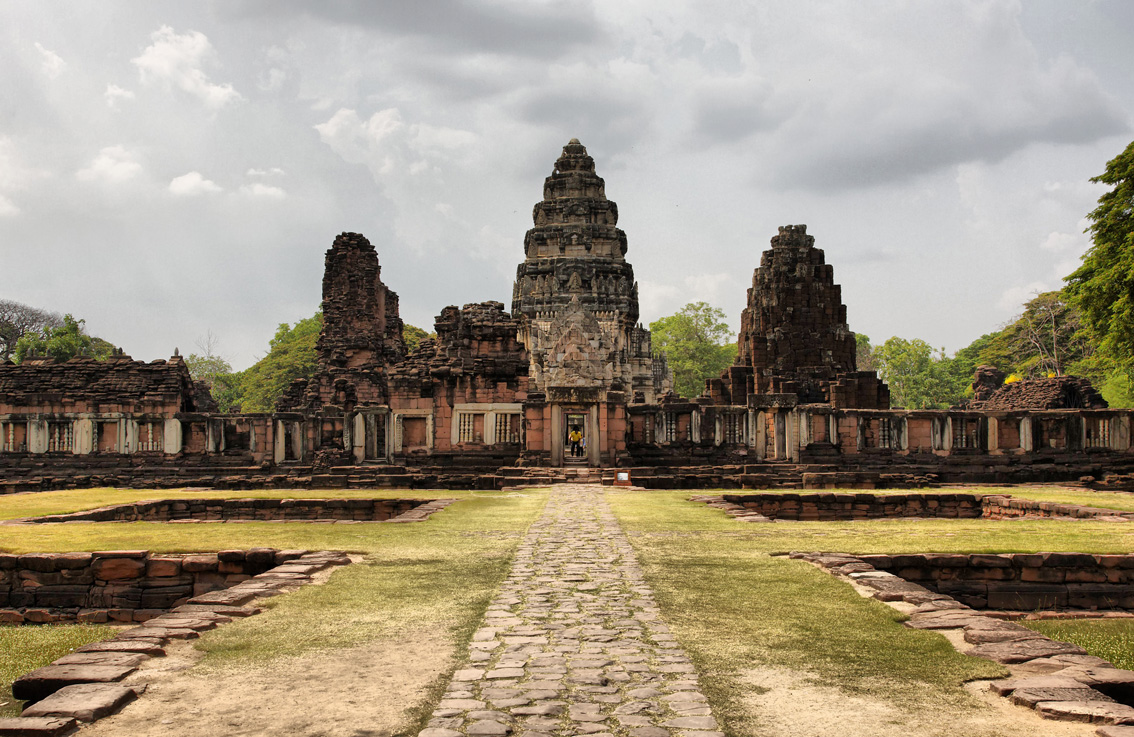
ピマーイ歴史公園

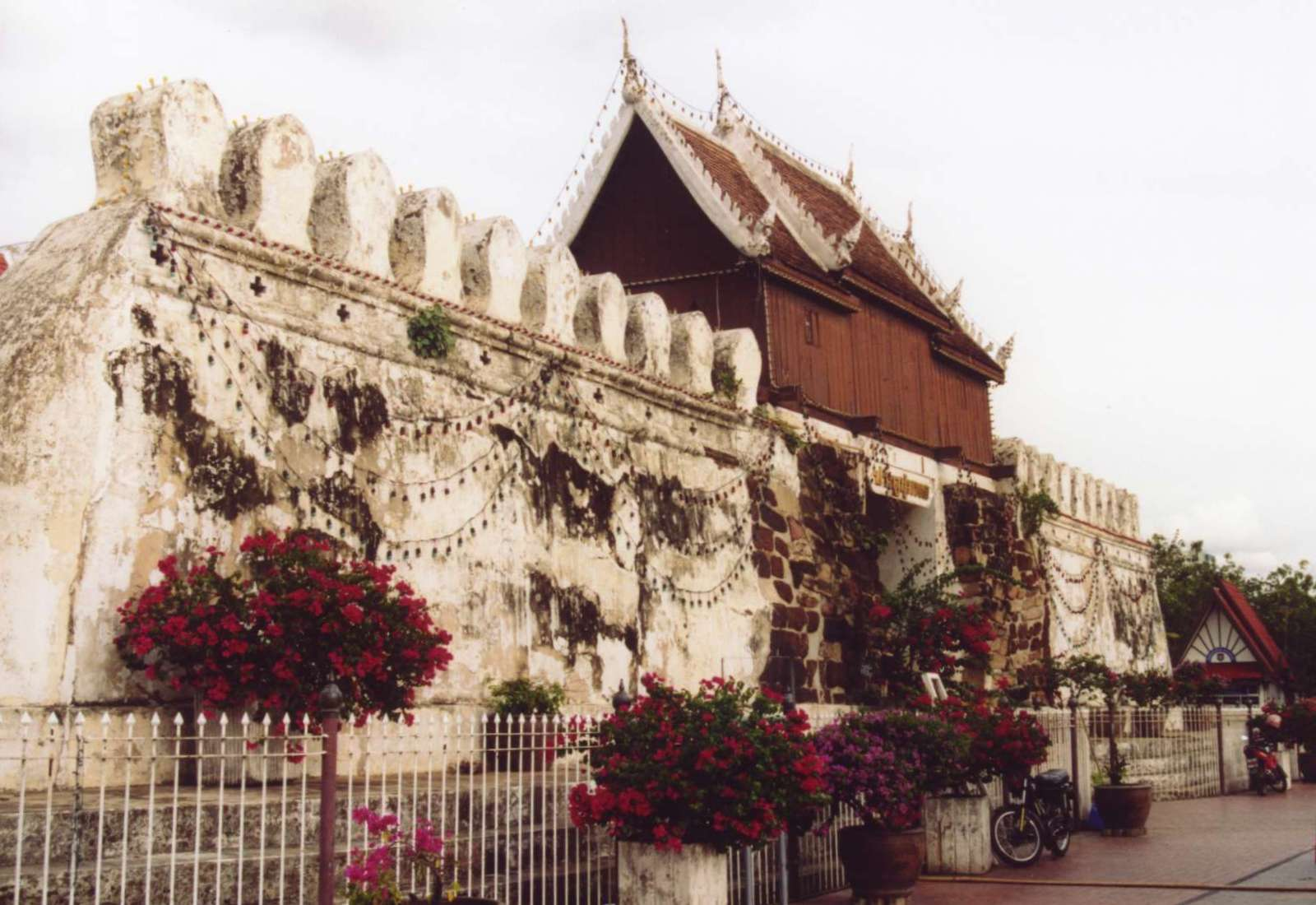
チュムポン門

県内は11世紀頃はクメール王朝の重要な拠点の一つであった。このことはアンコール・ワットと同規模で知られるピマーイ歴史公園のクメール遺跡からも推測することができる。今なお相当な割合のクメール系タイ人口を抱えている。現在のナコーンラーチャシーマー市とされる城壁に囲まれた新しい都市は、17世紀頃にアユタヤー王朝のナーラーイ王が、朝貢関係にあるラーオやカンボジア諸侯の監視と国境地域の警備のため、王国東端に当たる同市を軍事拠点として建設したのが初めとされる。1826年、ラオスのヴィエンチャン王国最後の国王アヌウォン王がラーマ3世に反旗を翻し、イーサーンを侵攻した際にナコーンラーチャシーマーは一時陥落するが、東方を守護する軍事拠点都市としての位置づけはラタナコーシン朝においても引き継がれた。
さらに、政治経済においても東北地域の重要な中心地に成長していった。19世紀後半、同県に鉄道が敷設され、ノーンカーイ方面に向かう東北本線・北線とウボンラーチャターニー方面に分岐する南線とのジャンクションとして交通の要所となっていった。この交通の利便性の改善が、同県から首都バンコクへの政治への介入をより可能にしていった。1933年にはタイ立憲革命後の王族軽視の政策にタイ王国陸軍総帥ボーウォーラデート親王がコーラートの兵を主力に挙兵。鉄道を用いてバンコクに侵攻している。1970年代に入るとベトナム戦争のためにアメリカ合衆国軍のために軍事基地として使用されることになっていった。それに伴い道路、飛行場など交通インフラがさらに整備されていくことになった。

## 県章

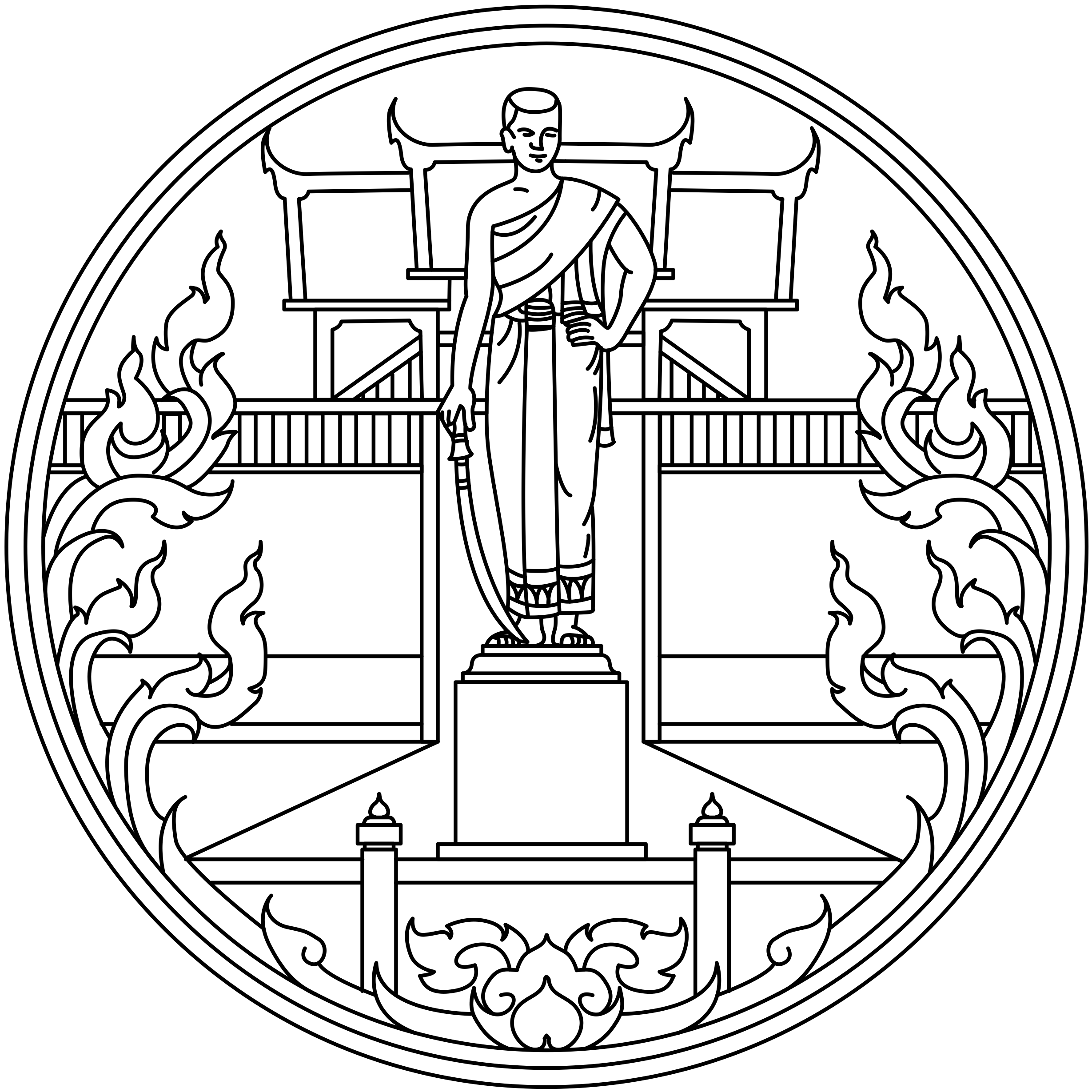
県章

|  | 県章はターオ・スラナーリー（クンイン・ヤーモー、AD1771–1852）という女性が描かれている。この女性はナコーンラーチャシーマー県の副国主の妻で、1826年頃にヴィエンチャン王国のアヌ王がラーマ3世に反旗を翻し攻めてきたときに、撃退した女傑である。 県木は Millettia leucantha である。 |

県のモットーは、「勇ましき女傑の土地、すばらしきシルクの名品、コーラート米麺、ピマーイ歴史公園、ダーンクイアンの陶器」。

## 行政区分
ナコーンラーチャシーマー県には32の郡（アムプー）が設置されており、さらにその下位に289の町（タムボン）、3,743の村（ムーバーン）が設置されている。
| 1. ムアンナコーンラーチャシーマー郡 2. コーンブリー郡 3. スーンサーン郡 4. コン郡 5. バーンルアム郡 6. チャッカラート郡 7. チョークチャイ郡 8. ダーンクントット郡 9. ノーンタイ郡 10. ノーンスーン郡 11. カームサケーセーン郡 12. ブワヤイ郡 13. プラターイ郡 14. パックトンチャイ郡 15. ピマーイ郡 16. フワイタレーン郡 | 1. チュムプワン郡 2. スーンヌン郡 3. カームタレーソー郡 4. シーキウ郡 5. パークチョン郡 6. ノーンブンナーク郡 7. ケーンサナームナーン郡 8. ノーンデーン郡 9. ワンナムキアオ郡 10. テーパーラック郡 11. ムアンヤーン郡 12. プラトーンカム郡 13. ラムタメーンチャイ郡 14. ブワラーイ郡 15. シーダー郡 16. チャルームプラキアット郡 | ナコーンラーチャシーマー県の郡 |

## 交通

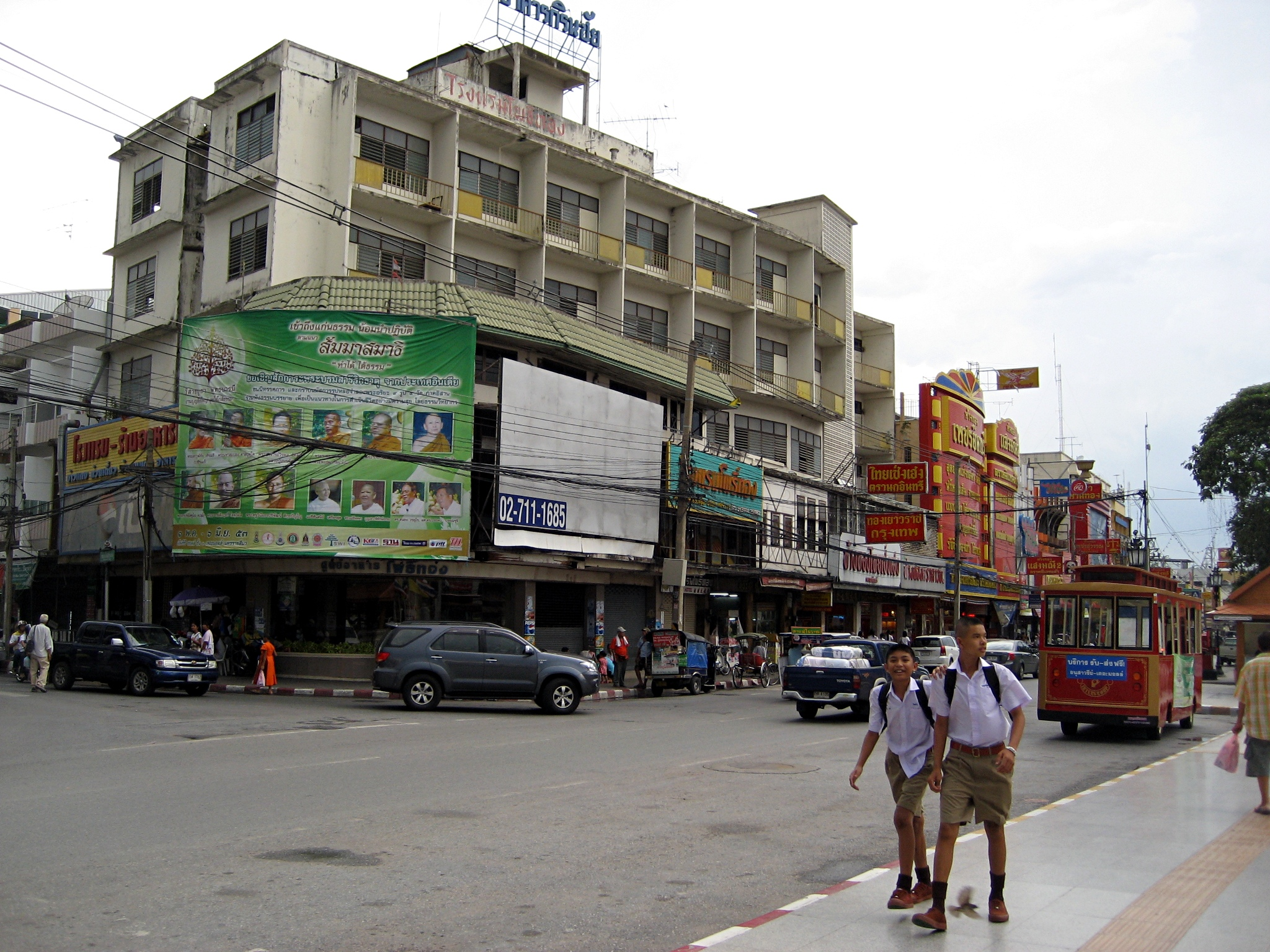
ナコーンラーチャシーマー市街地

鉄道
県内の鉄道システムはバンコクのクルンテープ駅から東北部へ向かう東北本線・北線と南線が通っている。県内には56の鉄道駅がある。
道路
国道2号線（ミットラパープ通り）は県内のムアンナコーンラーチャシーマー郡を含む9つの郡を繋ぐメインルートである。この国道はサラブリー県からコーンケン県やノーンカーイ県まで結んでいる。またシーキウ郡から24号線がパックトンチャイ郡、ノーンブンナーク郡を通過し、ブリーラム県へ抜けている。
バス
ミニバスもしくはバスは都市圏および近郊の地域で運用されている。また県内各郡の町へはエアコンなしのバスが使用され、近隣県へ移動はエアコンのついているバスとついていないバスを選ぶことができる。
ソーンテーウ（乗り合いピックアップトラック）
ソーンテーウは県内の町でもっとも一般的な庶民の交通機関。決められたルートを走っている。
タクシー
タクシーは県都市街地でもっとも多く見かける、安全で清潔で安い交通機関といえる。しかし、タクシー乗り場や通りでタクシーを拾うのは県都市街地以外では難しい。タクシーを電話で呼ぶこともできるが、料金は若干高くなる。タクシー運転士の増加に伴い、幾分か英語などを話せる運転士もいる。料金システムは距離と時間の両方をベースにして課金している。
モーターバイク・タクシー（モタサイ）
モタサイは主に都市部で見つけることができ、短距離移動に用いられる。
飛行機
市街地から26km東にナコーンラーチャシーマー空港があるが、2007年6月から旅客サービスが中止されている。もっとも近い空港はブリーラム空港であり、バンコクとの往復便がある。

## 地域文化

### 生業
ナコーンラーチャシーマー県は伝統的に農業県であり、人口の大部分は農業に従事している。主要な農産物は、米、サトウキビ、タピオカ、コーン、ジュート、落花生、胡麻、果物などである。しかし、近年は多くの若者が仕事を得るため、バンコクへ向かっている。
また、ベトナム戦争時に県内に米軍基地が置かれていたため、多くの元ベトナム帰還兵たちが居住している。
ナコーンラーチャシーマーの人々はさまざまな民族が混血しており、クメール王朝の遺民、ラーオや中国の血を引くものがいる。言語は都市部では標準タイ語が使用されるが、田舎ではコーラートと呼ばれるタイ語とイーサーン語の混じった方言が使用される。

### 祝祭
ターウ・スラナーリー記念祭 (งานฉลองวันแห่งชัยชนะของท้าวสุรนารี) は、毎年3月23日から4月3日まで開かれる、県を挙げての祭りである。ラオスの軍勢と戦い、郷土を守った女傑スラナーリーを讃えて開かれる。祭りでは官民ともになって町中で文化芸術の発表、展示が行われ、多くの出店が出店する。
ピマーイ舟競争 (งานประเพณีแข่งเรือพิมาย)は、毎年11月第2週週末にピマーイ郡と近隣村の住民によって執り行われる。競争の他にも、宮廷儀礼のための舟装飾や祈祷など見所は多い。
ピマーイ・フェスティバル(งานเทศกาลเที่ยวพิมาย)は、県の重要な観光地の一つであるピマーイ歴史公園の観光推進事業として、ピマーイ舟競争と一緒に執り行っている。舟競争だけではなく、さまざまなタイ伝統パフォーマンス、祭り行列や劇などをみることができる。

### 伝統工芸
パックトンチャイは高品質な手織りシルク工芸で名高い。また、ダーンクイアンは数世紀にわたり培ってきた製陶の町として知られる。

## 教育

### 大学
県内には四つの大学がある。
- ナコーンラーチャシーマー・ラーチャパット大学
- ラーチャモンコン工科大学イーサーン校
- スラナーリー工科大学
- ウォンチャワリットクン・カレッジ

### インターナショナルスクール
- セント・ステファン・インターナショナルスクール(SIS)（カオヤイ・キャンパス）
- アドヴェンティスト・インターナショナルスクール(AIMS)（ナコーンラーチャシーマー・キャンパス）

## インフラストラクチャー

### 病院
- ムアンナコーンラーチャシーマー郡
  - マハーラートナコーンラーチャシーマー病院
  - 第2マハーラートナコーンラーチャシーマー病院（ムアン郡タムボン・コーククルワット）
  - バンコク・ラーチャシーマー病院
  - スラナーリー基地病院
  - セントメリー病院
  - コーラートメモリアル病院

### ホテル
- ムアンナコーンラーチャシーマー郡
  - シーマーターニーホテル (The Sima Thani Hotel)
  - デュシットプリンセス・コラートホテル（ロイヤルプリンセス・コラートホテル）(Dusit Princess Korat /Royal Princess)
  - ラーチャプルックグランドホテル (Ratchaphurk Grand Hotel)
  - ハーミテージリゾートホテル (Hermitage Resort Hotel)
  - シーパッタナーホテル (Sri Pattana Hotel)

### ショッピングセンター・デパート
- ムアンナコーンラーチャシーマー郡
  - Big C -ミットラパープ通り
  - クランプラザ（アッサダン店）
  - クランプラザ（ヂョムスラン店）
  - Makro Korat

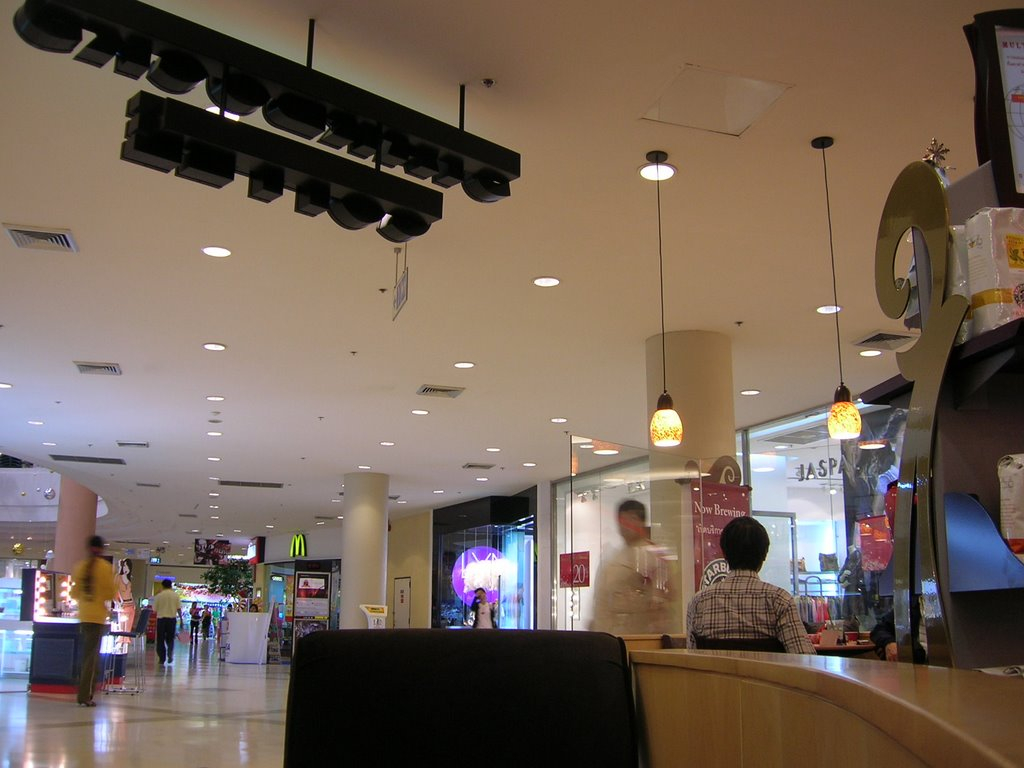
モール・ナコーンラーチャシーマー

  - The Mall Lifestore Korat（Home Pro、Korat Cineplex、フィットネスファースト）-ミットラパープ通り
  - ロータス (Lotus's Korat) - ミットラパープ通り
- パークチョン郡
  - ロータス (Lotus's Pak Chong)
  - Premium Outlet Khao-Yai（プレミアム・アウトレット・カオヤイ）
  - FN Outlet Pakchong-Khaoyai

### 通信
- 固定電話‐TOT, TT&T
- IDD電話‐CAT
- 携帯電話 -AIS GSM, DTAC, TRUE, HUTCH
- インターネット・ブロードバンド(ADSL) -TOT, CAT, TT&T（インターネットカフェは町の至るところにある）
- 郵便‐県内全域で利用可能

### 工業団地
- スラナーリー工業団地
- ナワナコーン・ナコーンラーチャシーマー工業団地